# Agraradj
Agraradj (agraraj du kabyle transcrit en tifinagh ⴰⴳⵔⴰⵔⴰⵊ), est un village de la commune des Aghribs dans la wilaya de Tizi Ouzou en Algérie.
Le village Agraradj se décompose en deux, l'ancien village (thadarth) et le nouveau village Agouni-Ghezifene.
Le village fait partie de la confédération des Aït Djennad.

## Localisation
Le village de Agraradj est situé à 40 km au nord-est de Tizi Ouzou, à 22 km au sud-ouest d'Azeffoun et à 7 km au nord d'Azazga.
|          | Ait Ouchène, Boudjellil |              |
| Tamassit | Agraradj                | Mont Tamgout |
|          | Hendou                  |              |

## Population
La population du village est estimée en 2008 à 5 523 habitants.